# روغنکاری حوضچه خشک

شماتیک موتور با سامانه روغنکاری حوضچه خشک

سامانه روغنکاری حوضچه خشک (به انگلیسی: Dry-Sump Oiling System) روشی برای روانکاری موتورهای درون‌سوز چهارزمانه و دوزمانه بزرگ می‌باشد. در این سامانه از دو یا شمار بیشتری پمپ روغن و یک «حوضچه دریافت روغن جداگانه» استفاده می‌شود که در مقابل سامانه متداول روغنکاری مرطوب قرار دارد که در آن از یک پمپ تنها و یک حوضچه که مستقیماً در زیر قرار می‌گیرد استفاده می‌شود. در موتورهای حوضچه خشک نیاز به یک شیر تخلیه فشار است که بتواند فشار منفی داخل موتور را تنظیم کند تا آب‌بندهای داخلی پس کشیده نشود.
هدف از اختراع این گونه روش روانکاری تأمین فشار ثابت روغن می‌باشد. افزایش قابلیت اطمینان و جلوگیری از عدم روغنکاری در شتاب‌های g، برای مثال در ماشین‌های مسابقه و پرسرعت، از دیگر مزایای این سامانه می‌باشد.
از این روش روانکاری معمولاً در موتورهای دیزل خیلی بزرگ مانند موتورهای کشتی ها به دلیل افزایش قابلیت اطمینان استفاده می‌شود. دیگر کاربردهای آن بیشتر در موتور خودروهای مسابقه و موتور هواپیماها می‌باشد.